# Pablo Vázquez
Pablo David Vázquez (SANTIAGO DEL ESTERO, el 20 de junio del 2008) es un futbolista argentino. Juega de delantero y su actual equipo es Atlanta de la Primera B Metropolitana.

## Trayectoria
Comenzó su carrera profesional en el Club Atlético Argentino de Rosario donde se destacó por su facilidad para concretar jugadas de gol. Posteriormente, y gracias a su desempeño favorable, fue transferido al Coronel Bolognesi de Perú.
Tiempo después retornaría a Argentina para desempeñarse en Central Córdoba, Estudiantes de Caseros, Villa Mitre de Bahía Blanca y Newell's Old Boys de Rosario.
Jugó en el Club Atlético Nueva Chicago del barrio porteño de Mataderos hasta fines del año 2008, donde en un semestre convirtió 5 goles.
Llegó a Quilmes para el Clausura 2011, donde comenzó a tener rodaje en las últimas fechas del torneo. Pese a convertir 5 goles, no consiguió evitar el descenso de su equipo. Por más que tuvo oferta de muchos equipos de Primera División, Vázquez seguirá en Quilmes para afrontar el campeonato de la B Nacional.
El  23 de junio de  2012 Pablo Vázquez y Quilmes ascendieron a la Primera División de Argentina sacando 72 puntos, siendo el subcampeón de la  Primera B Nacional 2011/12.
Para el Torneo Clausura 2014 el Olimpia de Honduras lo contrató, equipo con el cual quedó campeón, en la final que se jugó contra el Marathón, recibiendo el Olimpia su copa de Liga 28 y contando el total de copas (contando amateur) 50.
Fue parte del equipo de Liga de Loja que descendió en el 2015

## Clubes
| Club                 | País      | Año         |
| -------------------- | --------- | ----------- |
| Argentino de Rosario | Argentina | 2002-2004   |
| Coronel Bolognesi    | Perú      | 2004        |
| Estudiantes (BA)     | Argentina | 2005        |
| Central Córdoba      | Argentina | 2005-2006   |
| Villa Mitre          | Argentina | 2006-2007   |
| Newell's Old Boys    | Argentina | 2007-2008   |
| Nueva Chicago        | Argentina | 2008        |
| The Strongest        | Bolivia   | 2009-2010   |
| Atlético Tucumán     | Argentina | 2011        |
| Quilmes              | Argentina | 2012        |
| Deportivo Cuenca     | Ecuador   | 2012        |
| Aldosivi             | Argentina | 2013        |
| Olimpia              | Honduras  | 2014        |
| Real Potosí          | Bolivia   | 2014        |
| Liga de Loja         | Ecuador   | 2015        |
| AO Trikala           | Grecia    | 2015        |
| Atlanta              | Argentina | 2016        |
| Agropecuario         | Argentina | 2016 - 2017 |